# Чемпионат Исландии по футболу 1944
Чемпионат Исландии по футболу 1944 стал 33-м розыгрышем чемпионата страны. Чемпионский титул в 10-й раз завоевал «Валюр».

## Турнирная таблица
| М | Команда   | И | В | Н | П | Мячи  | ±  | О |
| - | --------- | - | - | - | - | ----- | -- | - |
| 1 | Валюр     | 3 | 2 | 1 | 0 | 6 − 3 | +3 | 5 |
| 2 | Рейкьявик | 3 | 2 | 0 | 1 | 3 − 2 | +1 | 4 |
| 3 | Викингур  | 3 | 0 | 2 | 1 | 4 − 6 | −2 | 2 |
| 4 | Фрам      | 3 | 0 | 1 | 2 | 3 − 5 | −2 | 1 |

И — игры, В — выигрыши, Н — ничьи, П — проигрыши, Мячи — забитые и пропущенные голы, ± — разница голов, О — очки

В турнире также должен был принять участие клуб «Атлетик» (Рейкьявик), однако после первого же матча против «Фрама» («Атлетик» разгромно проиграл 0:8) он снялся с турнира, а результат матча был аннулирован.